# 광덕고등학교 (광주)
광덕고등학교(光德高等學校)는 대한민국 광주광역시 서구 화정동에 위치한 사립 고등학교이다.

## 학교 연혁
- 1979년 12월 16일 : 고령신씨 종재로 학교설립 결의
- 1980년 5월 15일 : 학교법인 만대학원 설립 허가
- 1980년 6월 4일 : 초대 이사장 신태호 선생 취임
- 1981년 1월 27일 : 광덕고등학교 설립 인가 (30학급)
- 1981년 3월 1일 : 제1대 교장 박재남 선생 취임
- 1981년 3월 14일 : 제1회 입학식 (607명)
- 1984년 2월 11일 : 제1회 졸업식 (550명)
- 1989년 4월 26일 : 체육관 준공
- 1999년 3월 31일 : 식당 및 생활관 준공
- 2008년 5월 15일 : 제3대 이사장 신흥수 선생 취임
- 2016년 12월 3일 : 특별교실동(귀촌관) 준공
- 2023년 1월 6일 : 제40회 졸업식 (270명, 합계 16,664명)
- 2023년 3월 2일 : 제43회 입학식 (1학년 295명)
- 2024년 9월 1일 : 제14대 교장 신춘식 선생 취임

## 참고 자료
- 광덕고등학교 - 한국교육학술정보원 학교알리미